# Reinhard Goering
Reinhard Goering, född 23 juni 1887 på Slottet Bieberstein, död i oktober 1936 i Bucha, var en tysk författare.
Goerings främsta litterära insats var dramat Seeschlacht (1917), uppfört redan under första världskriget och av betydelse för det expressionistiska dramats stil. Det följdes 1919 av dramat Scapa Flow. Bland Goerings övriga verk, som främst behandlar den djupt ensammes problem, märks dagboksromanen Jung-Schuk (1913) samt de dramatiska verken Der Erste (1918), Der Zweite (1919) och Die Südpol-Expedition des Kapitän Scott (1930).